# Sicya sistenda
Sicya sistenda är en fjärilsart som beskrevs av Dyar 1927. Sicya sistenda ingår i släktet Sicya och familjen mätare. Inga underarter finns listade i Catalogue of Life.